# 杜萬區

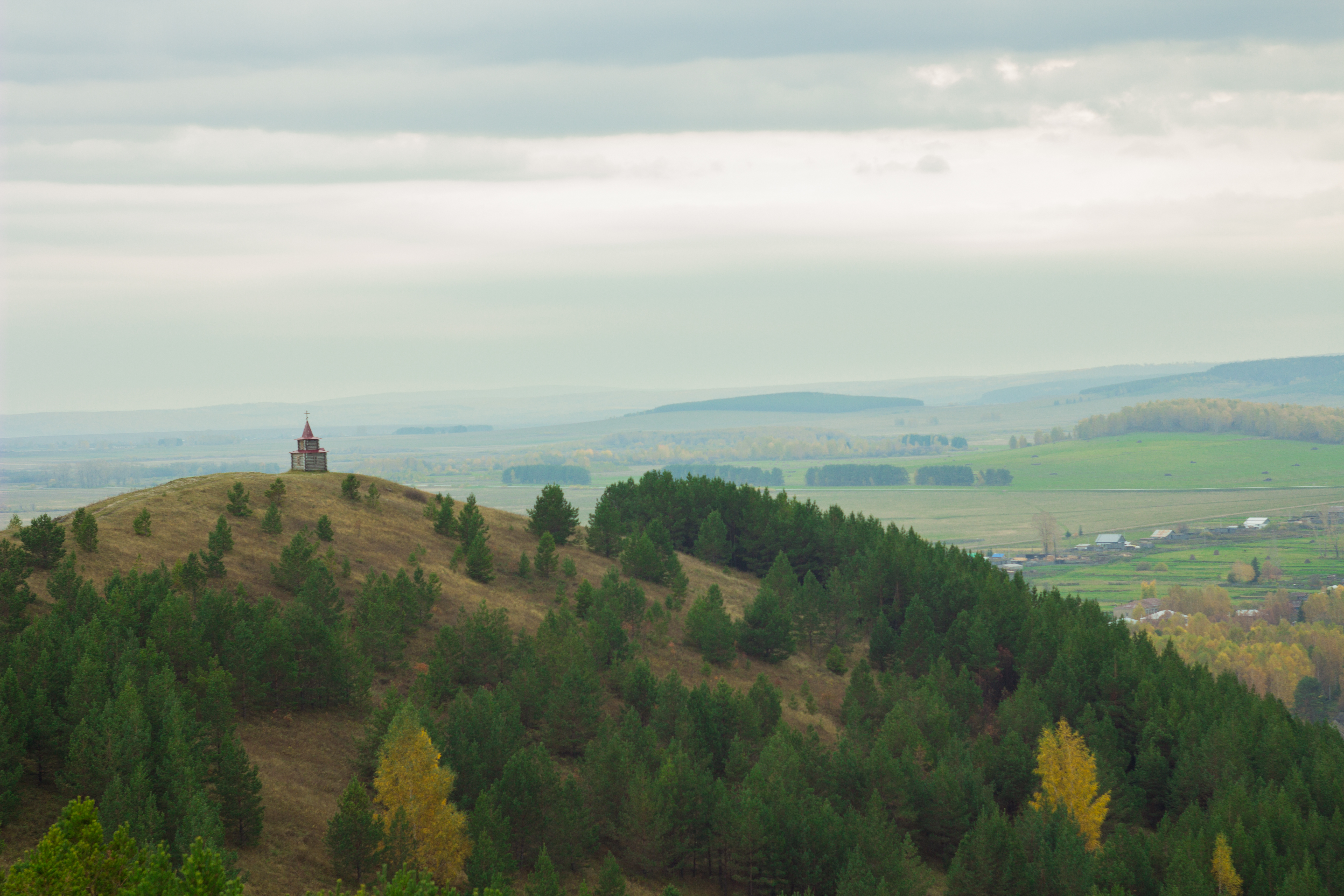

55°32′N 58°15′E / 55.533°N 58.250°E
杜萬區（俄语：Дуванский район），是俄羅斯的一個區，位於該國西南部，由巴什科爾托斯坦共和國負責管轄，始建於1930年，面積3,243平方公里，2010年人口31,068，人口密度每平方公里9.58人。